# 小行星4729
小行星4729（英語：4729 Mikhailmilʹ）是一颗围绕太阳公转的小行星。1980年9月8日，柳德米拉·瓦斯列娜·朱然勒娃在克里米亚发现了此天体。
这颗小行星的绝对星等为127.9149560496898等。